# Halles de Buchy
Les halles de Buchy sont un édifice situé à Buchy, en France.

## Localisation
Le monument est situé dans le département français de Seine-Maritime, place de la Mairie.

## Historique
La commune a le droit de tenir marché depuis le XIIIe siècle, droit confirmé au XVIIe siècle. Les halles actuelles sont édifiées en 1679.
Les halles sont propriété municipale depuis 1830 environ.
L'édifice est classé au titre des monuments historiques depuis le 26 mars 1934.